# MicroLED

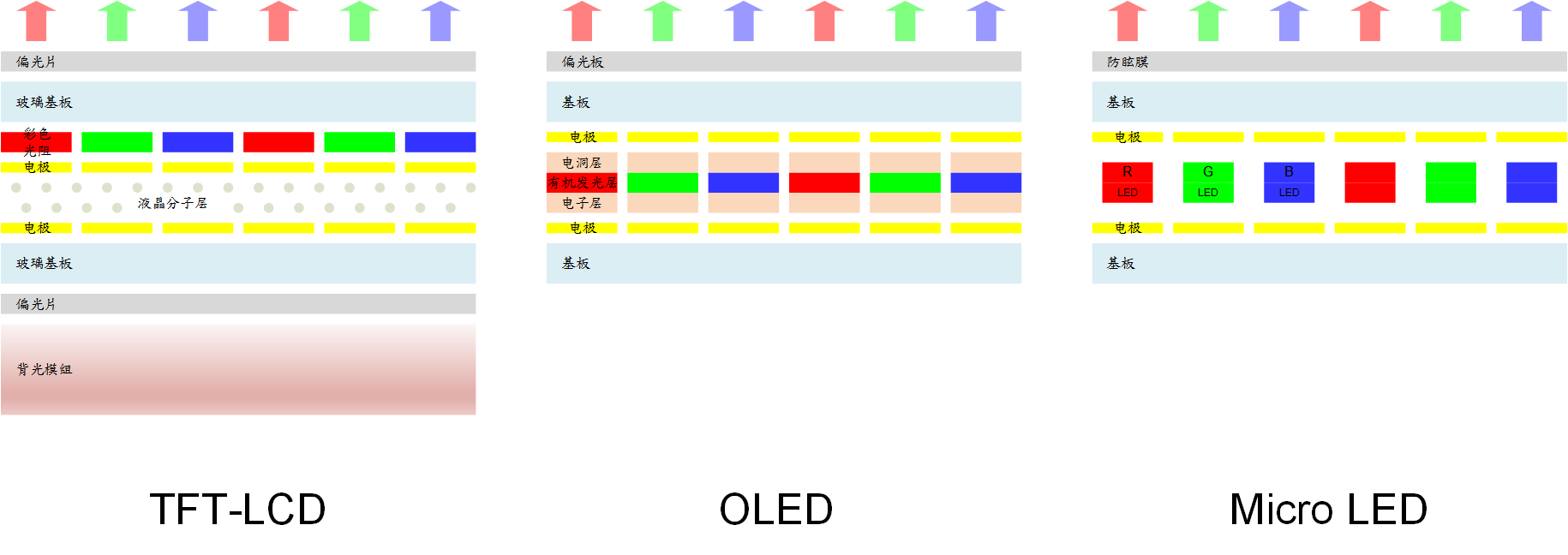
Display-Strukturen im Vergleich

MicroLED – auch MikroLED, MLED, mLED oder μLED genannt – ist eine Flachbildschirmtechnologie auf Basis von Leuchtdioden (kurz: LED) und sind eine Art von LED-Fernseher. Wie der Name besagt, basieren MikroLEDs auf Anordnungen (Arrays) mikroskopisch kleiner Leuchtdioden, die die einzelnen Bildelemente, als Pixel bezeichnet, bilden. Die Pixel sind hierbei selbstleuchtend, dimmbar und komplett abschaltbar, ähnlich wie bei OLED- und Plasmabildschirmen, und benötigen deshalb keine Hintergrundbeleuchtung wie bei Flüssigkristallanzeigen (Liquid Crystal Displays, kurz: LCDs). Im Allgemeinen definiert sich die Mikrotechnik mit geometrischen Strukturen und Dimensionen im Mikrometerbereich (0,1–1000 µm). Hersteller wie PlayNitride und Sony definieren MicroLED Bildschirme mit Leuchtdioden, die eine Leuchtbreite kleiner als 50 µm oder eine Leuchtfläche kleiner als 0,003 mm² haben.

## Vor- und Nachteile gegenüber anderen Technologien
MicroLED-Bildschirme gelten als die Nachfolger der OLED-, LED-LCD- und Plasmabildschirme. Sie vereinen alle Vorteile dieser bestehenden Bildschirmtechnologien und haben, bis auf die zurzeit (2022) höheren Herstellungskosten, kaum Nachteile.

### Gegenüber OLED-Bildschirmen
Im Gegensatz zu den aus organischen Molekülen bestehenden OLEDs bestehen MicroLEDs aus nichtorganischem Indiumgalliumnitrid (InGaN).

#### Vorteile
- Höhere Lebensdauer, eine nicht mit der Zeit abfallende Helligkeit (Laborwerte: MicroLED ca. 20.000 Stunden gegenüber OLED ca. 5.000 Stunden)
- Eine theoretisch größere Helligkeit und höhere Kontraste (Laborwerte: MicroLED ca. 200 lm/W gegenüber OLED ca. 100 lm/W)
- Keine dauerhaften Einbrenneffekte bei Wiedergabe von langanhaltenden Standbildern oder Bildlogos
- Schnellere Reaktionszeiten der einzelnen Bildzellen, welche im Nanosekunden-Bereich liegen.[4] Reaktionszeiten von OLED liegen im Millisekunden-Bereich,[5] was die Bewegtbildschärfe in manchen Fällen (VR / Gaming mit 500-Hz-Display) erhöhen kann – weniger jedoch bei Filmen und TV-Übertragungen, die nur 24 bis 60 Bilder pro Sekunde zeigen
- Resistenter gegenüber Umwelteinflüssen wie UV-Strahlung, Feuchtigkeit und Sauerstoff

#### Nachteile
- Zurzeit sind die Herstellungsverfahren noch zu teuer für die Massenproduktion, deshalb am Markt mit Stand 2020 nicht verfügbar.

### Gegenüber LED-LCD-Bildschirmen

#### Vorteile
- Deutlich höhere Kontraste und niedrigere Schwarzwerte.
- Deutlich schnellere Reaktionszeiten der einzelnen Bildzellen, welche im Nanosekunden-Bereich liegen. Reaktionszeiten von LED-LCD liegen im Millisekunden-Bereich[6], was um den Faktor 1.000.000 langsamer ist, wodurch die Bewegtbildschärfe bei MicroLED-Fernseher deutlich besser ist als bei LED-LCD. Ein Grund, warum unter Experten angesehen wird, dass MicroLED-Fernseher deutlich besser geeignet sind für Videospiele, E-Sports, d. h. Inhalte mit schnellen Objekt- und Kamerabewegungen, wie das als Beispiel auch bei Sportübertragungen oder Action in Filmen und Serien der Fall ist.
- Bessere Farbwiedergabe.
- Bessere Betrachtungswinkel.
- Höherer Wirkungsgrad bezüglich Lichtstrom pro Leistung. Geringerer Stromverbrauch, da nur die Pixel beleuchtet werden, welche beleuchtet werden müssen.

#### Nachteile
- Zurzeit teurer in der Massenproduktion, deshalb am Markt mit Stand 2020 nicht verfügbar.

## Geschichte & bedeutende Entwicklung
- Riesenbildschirme mit normalen Leuchtdioden (LED) als selbstleuchtende Pixel für Stadien und Public Viewing gibt es seit Mitte der 1990er, seitdem einzelne LEDs in den Farben Rot, Grün und Blau in großen Stückzahlen produziert wurden.
- Auf MicroLEDs basierende anorganische Halbleiter wurden erstmals von einer Forschungsgruppe um Hongxing Jiang und Jingyu Lin von Texas Tech University im Jahr 2000 entwickelt.[7][8][9][10]
- 2012 präsentierte Sony mit dem Crystal LED TV den weltweit ersten Prototyp eines MicroLED-Fernsehers (55 Zoll in Full-HD d. h. einer Bildauflösung von 1920 × 1080 Pixel).[11]
- Sony verkauft seit 2017 kommerziell das Crystal-LED-Modulsystem in hohen Stückzahlen, Module mit LED als selbstleuchtende Pixel, mit denen Bildleinwände beliebiger Größe realisiert werden können. 2018 präsentierte Samsung mit The Wall ein ähnliches kommerzielles System.
- Der taiwanesische Hersteller PlayNitride stellt mit der Bestückungs-, Aufdruck- und Stempeltechnik seit 2017 farbige und farbig-transparente und flexible MicroLED-Bildschirme als Prototyp her.
- Hochauflösende 4K-Ultra-HD-Bildwände bzw. Kinoleinwände werden seit 2018 von Samsung Onyx Cinema LED sowie seit 2020 von LG als LED-Cinema vertrieben. Ob alle diese Bildleinwände MicroLED zugeordnet werden können, ist zurzeit unbekannt, da es keine klare Definition gibt, ab wann ein Bildschirm ein MicroLED-Bildschirm oder ein LED-Bildschirm ist; sollte es 50 µm sein, wären dies noch keine MicroLED-Bildschirme.
- Bei der CES 2019 präsentierte Samsung einen 75-Zoll 4K UHD MicroLED-Prototyp.[12]
- 2019 wurde MicroLED als Silizium-Wafer als Prototyp präsentiert. Seit 2019 ist es möglich, mit dem sogenannten GaN-on-Si-Verfahren ein monochromes (einfarbiges) Display mit adressierbaren Leuchtdioden mit hoher Auflösung auf einem integrierten Schaltkreis zu realisieren. So bietet der Hersteller Jasper Display Corp mit dem Modell JD2552 bzw. dem Modell JD2124 seit 2019 einen 0,55-Zoll-MicroLED-Bildschirm mit einer Auflösung von 1920 × 1080 Pixel oder ein 1,2-Zoll-Bildschirm mit einer Auflösung von 4096 × 2400 Pixel an. Hauptmarkt ist laut Herstellerangabe zurzeit die Augmented-Reality-Branche, Militär und Autoindustrie, sowie die Uhrenbranche. Durch eine spezielle Optik kann aus drei monochromen MicroLED-Bildschirmen auch ein Farbbildschirm gebaut werden.[13][14] Ein weiterer Hersteller in diesem Bereich ist Plessey, dieser präsentierte beispielsweise auf der Display Week 2019 den Prototypen eines 0,7-Zoll-Full-HD-MicroLED-Bildschirms.
- Auf der IFA 2019 am 13. September 2019 zeigte die TCL Corporation ihre MicroLED-Kinoleinwand The Cinema Wall mit 132 Zoll in 4K UHD.[15]
- Auf der Displayweek im Oktober 2020 zeigte PlayNitride/Tianma einen Prototyp eines 7,6 Zoll (mit 720x480 Pixel) transparenten MicroLED-Farbbildschirms.
- Im Oktober 2020 zeigte TCL/CSoT einen Prototyp eines 4 Zoll (mit 320x180 Pixel) transparenten MicroLED-Farbbildschirms.
- Ende 2020 kündigte Samsung die Produktion seines ersten „Consumer“ (Verbraucher) -MicroLED-Fernsehers an (110 Zoll, 4K UHD), welcher ab 2021 in hoher Stückzahl produziert wird. Der Preis für den Fernseher soll bei rund 150.000 US-Dollar liegen[veraltet].[16]
- Auf der CES 2022 im Januar kündigte LG an, bei seinen TV-Displays künftig verstärkt auf die MicroLED-Technologie zu setzen und  stellte einen MicroLED-Fernseher mit einer Bildschirmdiagonale von 136 Zoll und einer Bildauflösung von 4K UHD vor, den LG zukünftig auf den Markt bringen möchte.[17]
- Seit Mai 2022 ist in Deutschland im Handel ein aus Modulen bestehender 136 Zoll MicroLED-Fernseher von LG für circa. 35.999 € erhältlich. Der LG LAEC015-GN verwendet aber eine nicht mehr zeitgemäße Bildauflösung von nur 1920 × 1080 Pixel. Dieser erhältliche 136 Zoll Full-HD MicroLED ist jedoch auch hauptsächlich nicht für den Heimkino-Endverbraucher gedacht, sondern für den industriellen und gewerblichen Bereich z. B. als Ersatz für Projektorenflächen.[18] MicroLED-Wände haben Vorteile gegenüber Projektoren, besonders in hellen Räumen.
- In Deutschland ist Mitte 2022 der 2021 von Samsung produzierte MicroLED-Fernseher in 110 Zoll 4K UHD HDR (Samsung MNA110MS1ACXXE) für circa 150.000 € auf Marktplätzen gelistet.[19][20]
- Samsung hat seit 2022 QD-OLED-Fernseher im Angebot und plant in einer nächsten Entwicklungsphase die Quantenpunkte beizubehalten, aber die darunter liegenden blau leuchtenden organischen Subpixel-Leuchtschichten durch sogenannte blau leuchtende GaN-Nanostäbchen (engl. GaN nanorod) Subpixel-Leuchtschichten zu ersetzen. Samsung nennt diese Technologie QNED (engl. quantum dot nanorod emitting diode). Da die GaN-Nanostäbchen nicht organisch sind, entstehen dadurch folgende Vorteile: Höhere Helligkeiten, höhere Lebensdauer und keine Burn-In-Effekte. Sehr ähnlich wie bei der Produktion von OLED können Nanorod in eine Lösung gegeben und aufgedruckt werden. Geplant war die erste Pilotserie für 2023, jedoch wurde diese im Mai 2022 auf unbestimmte Zeit verschoben.[21]

## Prototypen & Fertigungsverfahren

### Bestückung und Stempeltechnik
Die mikroskopisch kleinen Leuchtdioden werden durch einen Roboter maschinell auf eine Bildschirmfläche bestückt, was ein sehr langsamer und aufwendiger Prozess ist. Der taiwanesische Hersteller PlayNitride stellt seit 2017 farbige und farbig-transparente und flexible MicroLED-Bildschirme her. Der Hersteller verwendet hierbei allerdings ein Massentransferverfahren, indem die einzelnen Leuchtdioden aus einem zerschnittenen Wafer in einer Gruppe entnommen und dann auf eine Bildschirmfläche aufgestempelt werden. Laut Herstellerangaben ist die Transparenz von transparenten MicroLED-Bildschirmen höher als bei transparenten LCD- oder OLED-Bildschirmen.

### Flüssiger Aufdruck
Bei den erwähnten geplanten Fernsehern von Samsung in QNED-Technik sollen die GaN-Nanostäbchen aufgedruckt werden. Die Stäbchen werden dazu in eine Lösung gegeben. Beim Aufdruck auf ein Substrat werden die mikroskopisch kleinen Leuchtstäbchen mit einer elektrischen Ladung vertikal aufgerichtet.

### Silizium-Wafer
Mikro-LED-Anordnungen werden monolithisch im Batch-Verfahren auf einem geeigneten Substrat aus Saphir oder Silizium hergestellt. Das bevorzugte Material ist anorganisches, monokristallines Galliumnitrid (GaN), welches durch Epitaxie auf dem Substrat gebildet wird. Im Gegensatz zur bisherigen Herstellung werden jedoch die Leuchtdioden anschließend nicht zertrennt, sondern als Anzeigematrix beibehalten. Die dazu notwendige neuartige Struktur mit vielfachen Herausforderungen wie Dotierung für unterschiedliche Farben, Kontaktierung als Matrixanordnung, mechanische Stabilität bei Transfer vom Herstellsubstrat auf ein Anzeigesubstrat sind noch nicht derart gelöst, dass solche Anzeigen für kommerzielle Produkte eingesetzt werden können. Das Unternehmen Apple Inc. sieht Potential in dieser neuen Technik und hat deshalb das Pionierunternehmen LuxVue Technology übernommen.

## Markt und kommerzieller Einsatz
MicroLEDs eignen sich wegen ihres geringen Energieverbrauchs sowohl für sehr kleine Geräte (wie Smartwatches, Smartphones, Tablets und Notebooks) als auch für Fernseher und Kinoleinwände. Allerdings schritt die kostengünstige Miniaturisierung nur langsam voran, so dass die ersten Fernseher für Endbenutzer erst seit 2022 in Masse produziert werden.

### Videos
- E4 Experience LG Shows LAEC015 136-Inch All-in-One LG Smart Screen, rAVe PUBS (englisch), 2022-03-25 auf YouTube
- Samsung MICRO LED 110 inch TV CES 2022, Dreamedia Home Theater (englisch), 2022-01-07 auf YouTube
- TCL/CSoT 4 inch IGZO micro-LED display prototype, MicroLED-Info (englisch), 2020-10-28 auf YouTube
- RiTDisplay Micro LED prototype SID DW 2020, MicroLED-Info (englisch), 2020-08-09 auf YouTube
- PlayNitride microLED displays - SID Displayweek 2020, MicroLED-Info (englisch), 2020-08-07 auf YouTube
- PlayNitride microLED at Display Week 2019, PlayNitride (englisch), 2019-07-18 auf YouTube
- The Evolution from LCOS to microLED Displays, Plessey Semiconductors Ltd (englisch), 2019-06-26 auf YouTube
- JBD microLED 2 million nits 10000 DPI (5000x4000) brightest, highest pixel density in the world, Charbax (englisch), 2019-06-22 auf YouTube
- Plessey's microLED Addressable Display, Plessey Semiconductors Ltd (englisch), 2019-05-13 auf YouTube
- Plessey's microLED Display Solutions, Plessey Semiconductors Ltd (englisch), 2019-01-28 auf YouTube
- Crystal LED modul System, Sony (englisch), 2017-06-08 auf YouTube
- MicroLED Display for Next Generation Google Glass Demo - ITRI Taiwan, Mobilegeeks.de, 2013-07-29 auf YouTube
- CES 2012 NEW Sony's Crystal LED Display Technology, Sony (englisch), 2012-01-11 auf YouTube